# Монтеверде (Авелино)
Монтеверде (итал. Monteverde) је насеље у Италији у округу Авелино, региону Кампанија.
Према процени из 2011. у насељу је живело 790 становника. Насеље се налази на надморској висини од 712 м.

## Становништво
Према резултатима пописа становништва 2011. у општини је живело 831 становника.
| 1931. | 1936. | 1951. | 1961. | 1971. | 1981. | 1991. | 2001. | 2011. |
| ----- | ----- | ----- | ----- | ----- | ----- | ----- | ----- | ----- |
| 2.557 | 2.634 | 2.607 | 2.441 | 1.537 | 1.201 | 1.023 | 921   | 831   |

## Партнерски градови
- Cambiano